# سيفان ليفي
سيفان ليفي (بالعبرية: סיון לוי‏) هي مغنية ومخرجة وممثلة إسرائيلية، ولدت في 4 يونيو 1987 في إسرائيل.

## أعمال

### أفلام
- (2011) خفي
- (2012) إن شاء الله

## وصلات خارجية
- سيفان ليفي على موقع IMDb (الإنجليزية)
- سيفان ليفي على موقع ألو سيني (الفرنسية)
- سيفان ليفي على موقع ميوزك برينز (الإنجليزية)
- سيفان ليفي على موقع أول موفي (الإنجليزية)
- سيفان ليفي على موقع ديسكوغز (الإنجليزية)
- سيفان ليفي على موقع قاعدة بيانات الفيلم (الإنجليزية)
- سيفان ليفي على موقع كينوبويسك (الروسية)